# Vasilcău, Soroca
Vasilcău este satul de reședință al comunei cu același nume  din raionul Soroca, Republica Moldova.

## Demografie

### Structura etnică
Structura etnică a satului conform recensământului populației din 2004:
| Grup etnic         | Populație | % Procentaj |
| ------------------ | --------- | ----------- |
| Moldoveni / Români | 2.508     | 99,45%      |
| Ucraineni          | 7         | 0,28%       |
| Ruși               | 4         | 0,16%       |
| Bulgari            | 2         | 0,08%       |
| Găgăuzi            | 1         | 0,04%       |
| Total              | 2.522     | 100%        |